# Іван Боратинський (староста)
Іван Боратинський гербу Корчак (1551/1552 — ?) — шляхтич руського походження, придворний короля. Останній представник роду Боратинських.
Батько — Петро Боратинський — придворний короля, самбірський староста. Мати — дружина батька Варвара Дідушицька гербу Сас, дочка теребовлянського войського Миколи Дідушицького (?—1549). Дід — Стецько (Іван) Боратинський, придворний короля, рогатинський староста
Був придворним короля Сигізмунда ІІ Августа тривалий час. Іван Боратинський посідав такі уряди: перемиський хорунжий, рогатинський староста.
Дружина — Барбара Лисаковська гербу Леліва. Жодних нащадків не мали.